# Liga Adriática de Basquetebol de 2023-24
A Temporada 2023-24 da Liga Adriática de Basquetebol foi a 23ª temporada da competição regional masculina que une clubes da ex-Jugoslávia (Sérvia, Croácia, Bósnia e Herzegovina, Montenegro e Eslovénia. O torneio é organizado pela entidade privada ABA Liga Jtd.
A equipe do KK Partizan é o atual campeão da competição, sendo que totaliza 7 títulos.
Após 23 de setembro de 2021, a equipe passou a receber naming rights de seu patrocinador principal, a competição passou a chamar-se AdmiralBet Aba League.

## Equipes participantes
A equipe do KK Krka de Novo Mesto, Eslovénia , foi promovido após vencer a segunda divisão da Liga ABA.
| Clube                     | Localização | Arena                           | Capacidade |
| ------------------------- | ----------- | ------------------------------- | ---------- |
| Borac Mozzart             | Čačak       | Pavilhão Borac                  | 4 000      |
| Budućnost VOLI            | Podgorica   | Centro Esportivo Morača         | 4 300      |
| Cedevita Olimpija         | Liubliana   | Arena Stožice                   | 12 480     |
| Cibona Zagreb             | Zagreb      | Dražen Petrović Basketball Hall | 5 400      |
| Crvena Zvezda Meridianbet | Belgrado    | Pavilhão Aleksandar Nikolić     | 5 878      |
| FMP Soccerbet             | Belgrado    | Železnik Hall                   | 3 000      |
| Igokea M:tel              | Laktaši     | Pavilhão Laktaši                | 3 050      |
| Krka                      | Novo Mesto  | Pavilhão Esportivo Leon Štukelj | 2 500      |
| Mega MIS                  | Belgrado    | Pavilhão Ranko Žeravica         | 5 000      |
| Mornar-Barsko zlato       | Bar         | Pavilhão Topolica               | 2 625      |
| Partizan Mozzart Bet      | Belgrado    | Pavilhão Aleksandar Nikolić     | 5 878      |
| SC Derby                  | Podgorica   | Centro Esportivo Morača         | 4 300      |
| Split                     | Split       | Arena Gripe                     | 3 500      |
| Zadar                     | Zadar       | Pavilhão Krešimir Ćosić         | 7 847      |

## Temporada regular
| Casa\Visitante            | BOR    | BUD   | CED     | CIB    | CRV    | FMP   | IGO    | KRK    | MEG    | MOR     | PAR    | STD    | SPL   | ZAD    |
| ------------------------- | ------ | ----- | ------- | ------ | ------ | ----- | ------ | ------ | ------ | ------- | ------ | ------ | ----- | ------ |
| Borac Mozzart             |        | 67-86 | 65-74   | 86-79  | 87-93  | 96-75 | 64-70  | 101-83 | 78-94  | 79-71   | 77-84  | 87-76  | 93-83 | 89-81  |
| Budućnost VOLI            | 100-79 |       | 81-82   | 93-85  | 84-62  | 82-76 | 79-76  | 82-69  | 73-71  | 103-100 | 83-89  | 82-94  | 72-58 | 103-73 |
| Cedevita Olimpija         | 82-78  | 72-80 |         | 93-91  | 96-86  | 82-74 | 106-74 | 91-79  | 89-87  | 105-89  | 95-91  | 102-93 | 97-68 | 73-79  |
| Cibona Zagreb             | 97-101 | 66-98 | 72-97   |        | 59-82  | 89-93 | 70-77  | 91-63  | 69-83  | 73-72   | 74-87  | 94-82  | 81-73 | 71-88  |
| Crvena Zvezda Meridianbet | 90-74  | 95-86 | 94-51   | 84-56  |        | 87-54 | 80-48  | 110-57 | 83-89  | 95-75   | 88-86  | 94-76  | 89-67 | 93-54  |
| FMP Soccerbet             | 86-72  | 84-76 | 84-96   | 72-77  | 72-83  |       | 78-64  | 97-99  | 73-83  | 111-94  | 61-105 | 86-99  | 84-66 | 77-92  |
| Igokea M:tel              | 78-62  | 88-74 | 83-72   | 87-91  | 63-81  | 73-74 |        | 90-84  | 78-92  | 84-64   | 52-98  | 91-82  | 77-80 | 100-94 |
| Krka                      | 89-80  | 75-86 | 92-78   | 54-72  | 67-90  | 87-89 | 80-92  |        | 91-106 | 79-72   | 56-96  | 72-97  | 76-80 | 75-88  |
| Mega MIS                  | 89-90  | 72-92 | 97-86   | 80-76  | 88-98  | 86-72 | 92-76  | 72-77  |        | 101-87  | 88-86  | 88-79  | 92-78 | 91-81  |
| Mornar-Barsko zlato       | 80-78  | 61-87 | 74-86   | 88-85  | 66-102 | 75-77 | 86-84  | 86-83  | 65-99  |         | 76-98  | 91-86  | 76-93 | 86-78  |
| Partizan Mozzart Bet      | 101-56 | 96-83 | 110-102 | 96-67  | 98-87  | 88-57 | 89-91  | 96-76  | 112-80 | 110-78  |        | 99-76  | 67-74 | 113-74 |
| SC Derby                  | 86-84  | 80-93 | 82-78   | 93-101 | 77-91  | 94-85 | 81-90  | 84-70  | 89-82  | 94-79   | 78-84  |        | 91-92 | 88-75  |
| Split                     | 75-61  | 75-81 | 93-85   | 76-83  | 73-92  | 78-66 | 90-95  | 78-74  | 88-73  | 87-75   | 53-76  | 72-76  |       | 75-82  |
| Zadar                     | 79-80  | 57-67 | 88-65   | 91-64  | 74-81  | 72-75 | 74-59  | 70-53  | 74-71  | 92-57   | 84-68  | 79-73  | 77-61 |        |

## Tabela de classificação
| Pos. | Clube                     | J  | V  | D  | P+   | P-   | SP   | P  | Classificação |
| ---- | ------------------------- | -- | -- | -- | ---- | ---- | ---- | -- | ------------- |
| 1    | Crvena zvezda Meridianbet | 26 | 22 | 4  | 2310 | 1877 | 433  | 48 | Playoffs      |
| 2    | Partizan Mozzart Bet      | 26 | 20 | 6  | 2423 | 1966 | 457  | 46 | Playoffs      |
| 3    | Budućnost VOLI            | 26 | 19 | 7  | 2206 | 2002 | 204  | 45 | Playoffs      |
| 4    | Mega MIS                  | 26 | 16 | 10 | 2246 | 2140 | 106  | 42 | Playoffs      |
| 5    | Cedevita Olimpija         | 26 | 16 | 10 | 2235 | 2184 | 51   | 42 | Playoffs      |
| 6    | Zadar                     | 26 | 14 | 12 | 2050 | 2008 | 42   | 40 | Playoffs      |
| 7    | Igokea M:tel              | 26 | 13 | 13 | 2040 | 2117 | -77  | 39 | Playoffs      |
| 8    | SC Derby                  | 26 | 11 | 15 | 2206 | 2241 | -35  | 37 | Playoffs      |
| 9    | Split                     | 26 | 11 | 15 | 1986 | 2091 | -105 | 37 |               |
| 10   | Borac Mozzart             | 26 | 10 | 16 | 2064 | 2181 | -117 | 36 |               |
| 11   | FMP Soccerbet             | 26 | 10 | 16 | 2032 | 2195 | -163 | 36 |               |
| 12   | Cibona Zagreb             | 26 | 9  | 17 | 2033 | 2189 | -156 | 35 |               |
| 13   | Mornar-Barsko zlato       | 26 | 6  | 20 | 2023 | 2349 | -326 | 32 | Repescagem    |
| 14   | Krka                      | 26 | 5  | 21 | 1960 | 2274 | -314 | 31 | Rebaixado     |

## Repescagem
| Time 1 | Série | Time 2 | 1º Jogo | 2º Jogo | 3º Jogo |
| ------ | ----- | ------ | ------- | ------- | ------- |
|        | -     |        |         |         |         |

## Playoffs

### Playoff preliminar
| Time 1                    | Série | Time 2            | 1º Jogo  | 2º Jogo  | 3º Jogo |
| ------------------------- | ----- | ----------------- | -------- | -------- | ------- |
| Crvena zvezda Meridianbet | 2 - 0 | SC Derby          | 83 - 81  | 92 - 77  | -       |
| Mega MIS                  | 2 - 0 | Cedevita Olimpija | 119 - 98 | 85 - 71  | -       |
| Partizan Mozzart Bet      | 2 - 0 | Igokea M:tel      | 94 - 85  | 101 - 80 | -       |
| Budućnost VOLI            | 2 - 0 | Zadar             | 100 - 69 | 80 - 73  | -       |

### Semifinais
| Time 1                    | Série | Time 2         | 1º Jogo  | 2º Jogo | 3º Jogo  |
| ------------------------- | ----- | -------------- | -------- | ------- | -------- |
| Crvena zvezda Meridianbet | 2 - 0 | Mega MIS       | 103 - 73 | 94 - 69 | -        |
| Partizan Mozzart Bet      | 2 - 1 | Budućnost VOLI | 78 - 67  | 73 - 74 | 100 - 86 |

### Finais
| Time 1                    | Série | Time 2               | 1º Jogo | 2º Jogo | 3º Jogo | 4º Jogo | 5º Jogo |
| ------------------------- | ----- | -------------------- | ------- | ------- | ------- | ------- | ------- |
| Crvena zvezda Meridianbet | 3 - 0 | Partizan Mozzart Bet | 85 - 82 | 80 - 73 | 82 - 76 |         |         |

## Campeões
| ABA Liga 2023-24 Campeões           |
| ----------------------------------- |
| Crvena zvezda Meridianbet 7º Título |
|                                     |

## Clubes da Liga Adriática em competições europeias
| Clube             | Competição        | Resultado |
| ----------------- | ----------------- | --------- |
| Crvena Zvezda     | EuroLiga          |           |
| Partizan          | EuroLiga          |           |
| Cedevita Olimpija | EuroCopa          |           |
| Budućnost VOLI    | EuroCopa          |           |
| Igokea            | Liga dos Campeões |           |
| FMP               | Liga dos Campeões |           |